# Équipe cycliste Parkhotel Valkenburg
L'équipe cycliste Parkhotel Valkenburg (anciennement dénommée Monkey Town-À Bloc CT et À Bloc CT) est une équipe cycliste néerlandaise. Créée en 2008, elle a le statut d'équipe continentale depuis 2014.

## Histoire de l'équipe
En 2006, Paul Tabak crée l'équipe Ruiter Dakkapellen. Celle-ci a un statut de Landelijke Sponsor Erkenning (LSE) et est encadrée par la fondation Wielermanagement Noord-Holland, récemment créée par Raymond Rol, qui est également un des coureurs de l'équipe.
En 2014, les équipes Ruiter Dakkapellen et Parkhotel Valkenburg-Math Salden fusionnent, et forment l'équipe continentale Parkhotel Valkenburg. Celle-ci est toujours dirigée par Paul Tabak, dans le cadre de la fondation dirigée par Raymond Rol qui gère une équipe féminine homonyme,.
En 2017, l'équipe Parkhotel Valkenburg fusionne avec l'équipe Jo Piels. En désaccord avec cette fusion, Paul Tabak crée une nouvelle équipe continentale, Monkey Town. Celle-ci se base sur le club Viking Waterland, de Purmerend, dont l'équipe junior est nommée Monkey Town depuis 2015 et entretenait déjà des liens avec Parkhotel Valkenburg. Paul Tabak y engage sept coureurs de l'équipe Parkhotel Valkenburg.

## Principales victoires

### Courses d'un jour
- Himmerland Rundt : 2015 (Wim Stroetinga)
- Flèche côtière : 2015 (Marco Zanotti)
- Grand Prix Jean-Pierre Monseré : 2018 (André Looij)
- Tacx Pro Classic : 2018 (Peter Schulting)
- Himmerland Rundt : 2018 (André Looij)
- Flèche côtière : 2019 (Bas van der Kooij)
- Midden-Brabant Poort Omloop : 2022 (Mārtiņš Pluto)
- Puchar Ministra Obrony Narodowej : 2022 (Jesper Rasch)
- Ronde van de Achterhoek : 2023 (Martijn Rasenberg)
- Omloop der Kempen : 2024 (Martijn Rasenberg)

### Courses par étapes
- Tour de Roumanie : 2019 (Alex Molenaar)
- Ronde de l'Oise : 2023 (Frank van den Broek)
- Tour du lac Taihu : 2024 (Jelte Krijnsen)

### Championnats nationaux
- Championnats de Finlande sur route : 1
  - Course en ligne : 2023 (Antti-Jussi Juntunen)

## Classements UCI
L'équipe participe aux épreuves des circuits continentaux et en particulier de l'UCI Europe Tour. Les tableaux ci-dessous présentent les classements de l'équipe sur les différents circuits, ainsi que son meilleur coureur au classement individuel.
UCI Africa Tour
| UCI Africa Tour | UCI Africa Tour        | UCI Africa Tour                           | UCI Africa Tour |
| Année           | Classement par équipes | Meilleur coureur au classement individuel |                 |
| --------------- | ---------------------- | ----------------------------------------- | --------------- |
| 2014            | 15e                    | Peter Schulting (105e)                    |                 |
|                 |                        |                                           |                 |
| Source : UCI    |                        |                                           |                 |

UCI Asia Tour
| UCI Asia Tour | UCI Asia Tour          | UCI Asia Tour                             | UCI Asia Tour |
| Année         | Classement par équipes | Meilleur coureur au classement individuel |               |
| ------------- | ---------------------- | ----------------------------------------- | ------------- |
| 2014          | 35e                    | Marco Zanotti (36e)                       |               |
| 2015          | 21e                    | Marco Zanotti (17e)                       |               |
| 2016          | 34e                    | Peter Schulting (99e)                     |               |
| 2017          | 27e                    | Antonio Santoro (42e)                     |               |
| 2018          | 21e                    | Marco Zanotti (58e)                       |               |
|               |                        |                                           |               |
| Source : UCI  |                        |                                           |               |

UCI Europe Tour
| UCI Europe Tour | UCI Europe Tour        | UCI Europe Tour                           | UCI Europe Tour |
| Année           | Classement par équipes | Meilleur coureur au classement individuel |                 |
| --------------- | ---------------------- | ----------------------------------------- | --------------- |
| 2014            | 73e                    | Marco Zanotti (226e)                      |                 |
| 2015            | 33e                    | Wim Stroetinga (123e)                     |                 |
| 2016            | 49e                    | Dion Beukeboom (550e)                     |                 |
| 2017            | 122e                   | Marco Zanotti (1123e)                     |                 |
| 2018            | 42e                    | André Looij (175e)                        |                 |
| 2019            | 38e                    | Bas van der Kooij (227e)                  |                 |
| 2020            | 54e                    | Stijn Daemen (375e)                       |                 |
| 2021            | 69e                    | Martin Pluto (594e)                       |                 |
| 2022            | 34e                    | Joren Bloem (324e)                        |                 |
| 2023            | 27e                    | -                                         |                 |
|                 |                        |                                           |                 |
| Source : UCI    |                        |                                           |                 |

UCI Oceania Tour
| UCI Oceania Tour | UCI Oceania Tour       | UCI Oceania Tour                          | UCI Oceania Tour |
| Année            | Classement par équipes | Meilleur coureur au classement individuel |                  |
| ---------------- | ---------------------- | ----------------------------------------- | ---------------- |
| 2015             | 15e                    | Massimo Graziato (60e)                    |                  |
|                  |                        |                                           |                  |
| Source : UCI     |                        |                                           |                  |

L'équipe est également classée au Classement mondial UCI qui prend en compte toutes les épreuves UCI et concerne toutes les équipes UCI.

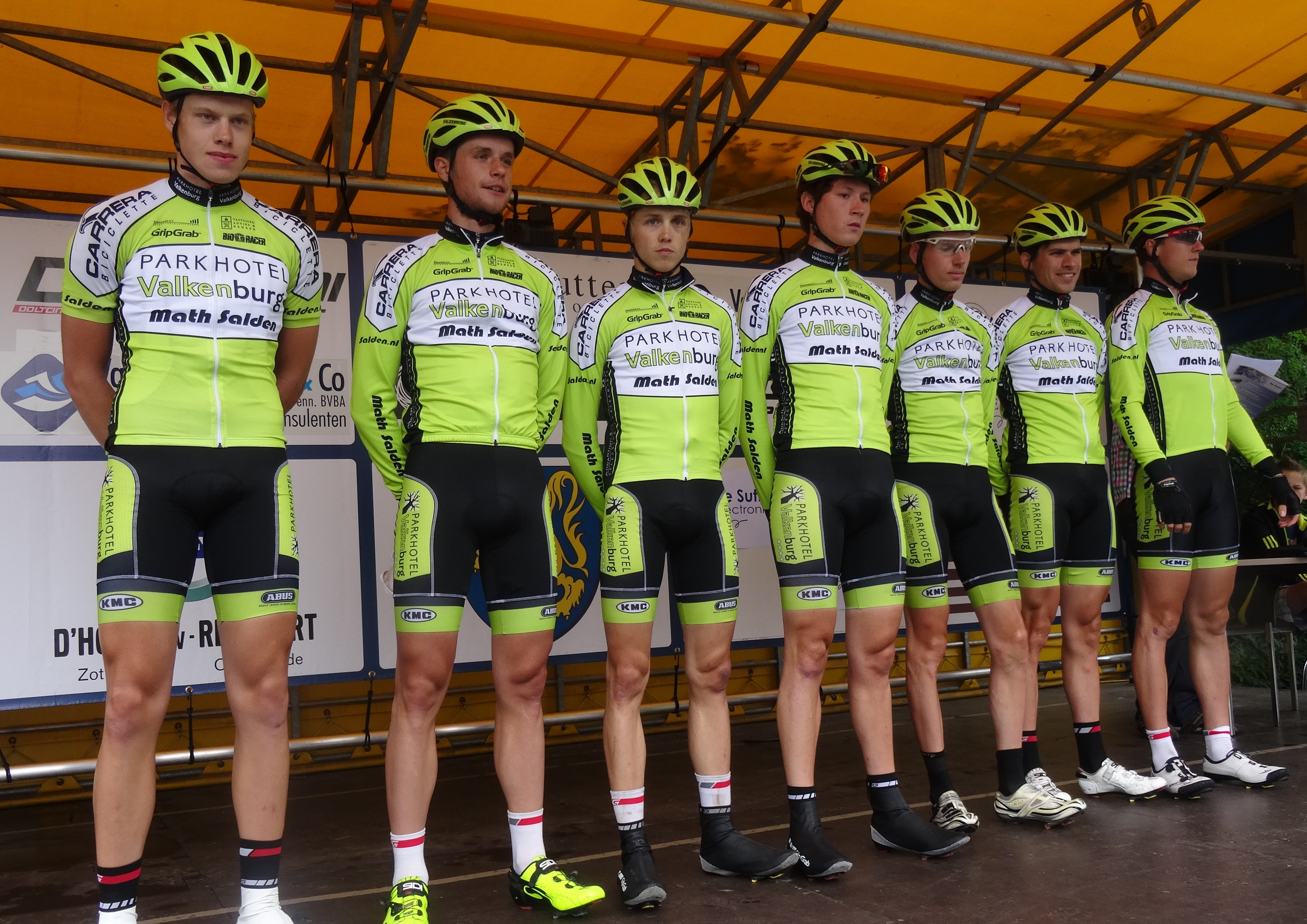
Une partie de l'équipe en 2014

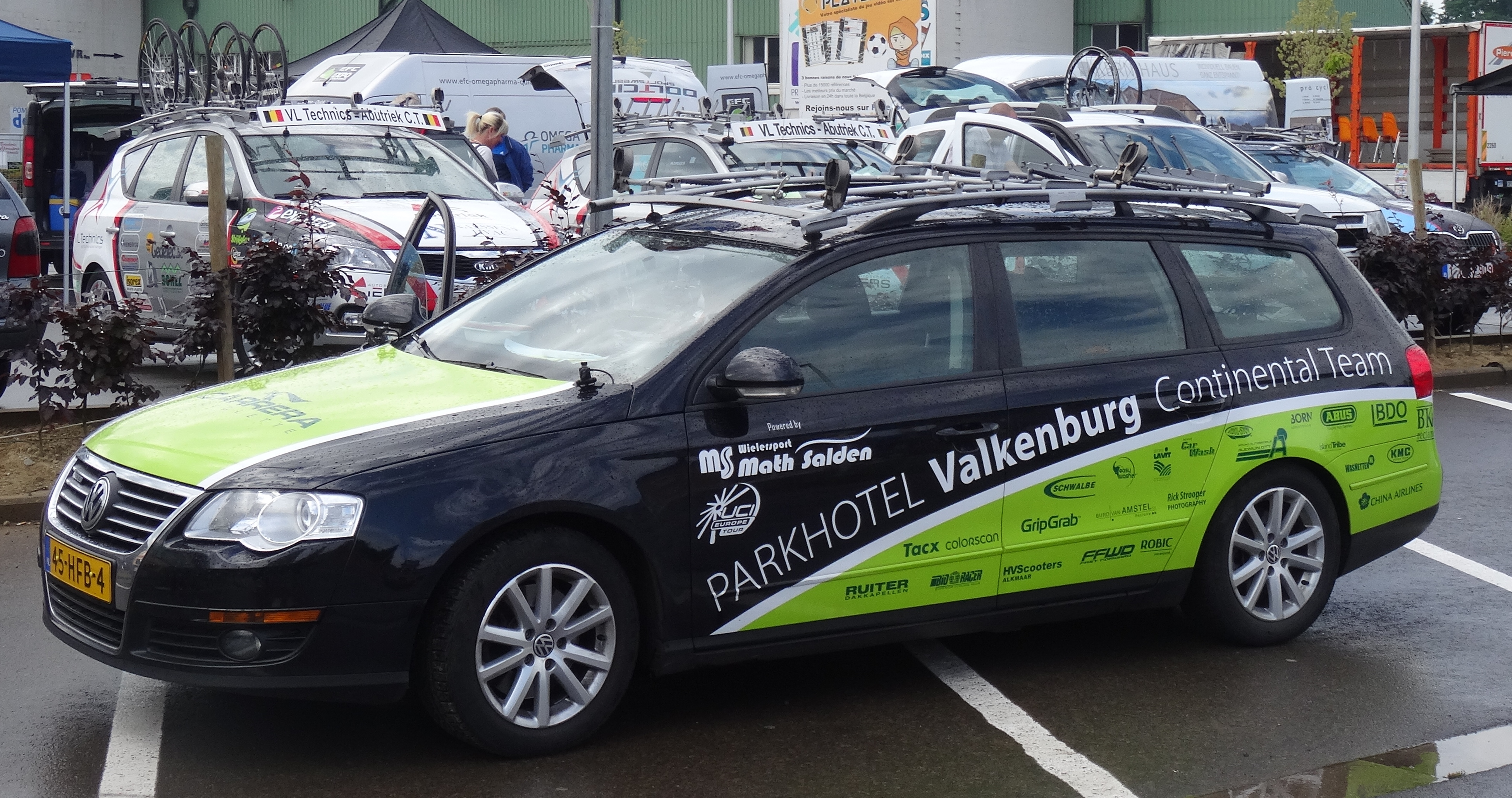
Véhicule de l'équipe en 2014

| Classement mondial | Classement mondial     | Classement mondial                        | Classement mondial |
| Année              | Classement par équipes | Meilleur coureur au classement individuel |                    |
| ------------------ | ---------------------- | ----------------------------------------- | ------------------ |
| 2016               | -                      | Peter Schulting (529e)                    |                    |
| 2017               | -                      | Antonio Santoro (498e)                    |                    |
| 2018               | -                      | André Looij (325e)                        |                    |
| 2019               | 71e                    | Bas van der Kooij (280e)                  |                    |
| 2020               | 87e                    | Stijn Daemen (457e)                       |                    |
| 2021               | 107e                   | Martin Pluto (753e)                       |                    |
| 2022               | 60e                    | Joren Bloem (404e)                        |                    |
| 2023               | 55e                    | -                                         |                    |
| 2024               | 52e                    | Jelte Krijnsen (151e)                     |                    |
|                    |                        |                                           |                    |
| Source : UCI       |                        |                                           |                    |

## Parkhotel Valkenburg en 2025
Effectif
| Effectif 2025            | Effectif 2025     | Effectif 2025 | Effectif 2025                              |
| Cycliste                 | Date de naissance | Pays          | Équipe précédente                          |
| ------------------------ | ----------------- | ------------- | ------------------------------------------ |
| Mathis Avondts           | 15 juin 2003      | Belgique      | Alpecin-Deceuninck Development Team (2022) |
| Bram Danklof             | 20 octobre 2006   | Pays-Bas      |                                            |
| Nino de Jong             | 19 novembre 2003  | Pays-Bas      | Hagens Berman Jayco (2024)                 |
| Yanne Dorenbos           | 15 septembre 2000 | Pays-Bas      | Equipo Finisher (2023)                     |
| Maxime Duba              | 2 octobre 2004    | Pays-Bas      |                                            |
| Philip Heijnen           | 25 juin 2000      | Pays-Bas      | Willebrord Wil Vooruit (2022)              |
| Vincent Hoppezak         | 2 février 1999    | Pays-Bas      | BEAT Cycling Club (2023)                   |
| Stef Koning              | 18 mars 2004      | Pays-Bas      |                                            |
| Steijn Oosterveld        | 6 novembre 2005   | Pays-Bas      |                                            |
| Jesper Rasch             | 22 mars 1998      | Pays-Bas      | SEG Racing Academy (2021)                  |
| Martijn Rasenberg        | 9 novembre 2001   | Pays-Bas      | JEGG-DJR Academy (2022)                    |
| Nils Sinschek            | 24 juin 1998      | Pays-Bas      | Development Team Sunweb (2020)             |
| Tristan Tijsen           | 5 avril 2006      | Pays-Bas      |                                            |
| Jan-Willem van Schip     | 20 août 1994      | Pays-Bas      | BEAT Cycling (2022)                        |
| Otto van Zanden          | 27 octobre 2004   | Pays-Bas      |                                            |
| Teun Veelers             | 2 novembre 2001   | Pays-Bas      |                                            |
| Luke Verburg             | 12 mai 2001       | Pays-Bas      | Pauwels Sauzen-Bingoal (2020)              |
| Niek Voogt               | 15 janvier 2001   | Pays-Bas      | Scorpions Racing Team (2023)               |
| Lukas Vries              | 24 février 2006   | Pays-Bas      |                                            |
| Meindert Weulink         | 15 mai 1999       | Pays-Bas      | Wielerploeg Groot Amsterdam (2019)         |
|                          |                   |               |                                            |
| Source : ProCyclingStats |                   |               |                                            |

Victoires
| Victoires | Victoires | Victoires | Victoires | Victoires | Victoires |
| Date      | Course    | Pays      | Classe    | Vainqueur |           |
| --------- | --------- | --------- | --------- | --------- | --------- |

## Saisons précédentes
- Parkhotel Valkenburg en 2014
- Parkhotel Valkenburg en 2015
- Parkhotel Valkenburg en 2016
- Monkey Town Continental en 2017